# Serhij Dzyndzyruk
Serhij Dzyndzyruk (ukr. Сергій Дзиндзирук; ur. 1 marca 1976 w St. Nożnogorsku) – ukraiński bokser, aktualny zawodowy mistrz świata organizacji WBO w kategorii lekkośredniej (do 154 funtów).

## Kariera amatorska
Jest srebrnym medalistą Mistrzostw Świata z 1997 z Budapesztu w kategorii półśredniej. W finale przegrał z Olegiem Saitowem. Zdobył też dwa medale na Mistrzostwach Europy – srebrny w 1998 w Mińsku i brązowy w 1996 w Vejle. Reprezentował Ukrainę na Olimpiadzie w 1996 roku w Atlancie (doszedł do drugiej rundy). Jego bilans walk amatorskich to 195 zwycięstw w 220 pojedynkach.

## Kariera zawodowa
Zawodową karierę zaczął w styczniu 1999 w Warszawie. Później jeszcze trzynaście razy walczył w Polsce. Jako zawodowiec nie przegrał jeszcze żadnego pojedynku.
Pierwszym poważniejszym rywalem Dzyndzyruka był, w lipcu 2004, Senegalczyk Mamadou Thiam. Ukrainiec pokonał go przez techniczny nokaut w trzeciej rundzie, zdobywając tytuł zawodowego mistrza Europy w kategorii lekkośredniej. Obronił ten tytuł dwa razy.
3 grudnia 2005 wywalczył tytuł mistrza świata organizacji WBO, pokonując jednogłośnie na punkty Daniela Santosa (Portorykańczyk był w ósmej rundzie liczony).
W 2006 dwa razy bronił swojego pasa mistrzowskiego – w maju pokonał Sebastiana Andresa Lujana, a w październiku Alisułtana Nadirbegowa. Obie walki zakończyły się jednogłośną decyzją na punkty.
W jedynej walce stoczonej w 2007 znokautował w jedenastej rundzie Brazylijczyka Carlosa Nascimento. Prawie rok później, 26 kwietnia 2008, pokonał decyzją większości na punkty Lukáša Konečnego. 1 listopada tego samego roku pokonał na punkty Joela Julio. po blisko półtorarocznej przerwie powrócił na ring 14 maja 2010 roku gdzie broniąc pasa WBO  pokonał przez TKO w 10 rundzie australijskiego pięściarza Daniela Dawsona. 12 marca 2011 roku doznał pierwszej porażki na zawodowych ringach jednak nie stracił pasa który nie był stawką tego pojedynku, przeciwnikiem ukraińskiego pięściarza był Sergio Martinez. Pojedynek przerwał sędzia w ósmej rundzie po trzecim nokdaunie Serhija, dodatkowo Serhij był liczony również w czwartej i piątej rundzie.